# Due soldati
Due soldati è un film per la televisione del 2017, diretto da Marco Tullio Giordana.

## Trama
A Napoli, protagonisti sono due giovani dalla vita molto diversa; Salvatore, piccolo criminale che lavora come corriere per la Camorra ed Enzo, recluta dell'esercito che viene inviato in missione in Afghanistan restando ucciso. Maria sta preparando il suo matrimonio con Enzo. Salvatore è ferito dopo uno scontro a fuoco con un clan rivale e si rifugia casualmente nell'appartamento che Maria stava preparando in un nuovo complesso residenziale. Maria va nell'appartamento per ritirare degli oggetti e vi trova Salvatore ferito. Tra i due nasce una tacita intesa.

## Distribuzione
È presentato il 31 luglio 2017 nella sezione Piazza Grande al Festival del film internazionale di Locarno 2017.